# Erich Ziegel
Erich Ziegel, född 26 augusti 1876 i Schwerin an der Warthe, Kejsardömet Tyskland (nu Skwierzyna, Polen), död 30 november 1950 i München, Västtyskland, var en tysk skådespelare, teaterchef och teaterregissör. Ziegel grundade Münchner Kammerspiele och Hamburger Kammerspiele. Han var senare chef för Deutsches Schauspielhaus och Thalia Theater i Hamburg. Ziegel medverkade som skådespelare i ett 40-tal filmer.

## Filmografi, urval
- 1937 – Till främmande strand
- 1937 – Kärlekens land
- 1943 – En kvinna lever farligt
- 1948 – Ängel med basun